# Charles Maurain
Charles Honoré Maurain (né le 27 février 1871 à Orléans (Loiret), mort le 26 mai 1967 à Paris) est un géophysicien français.

## Biographie

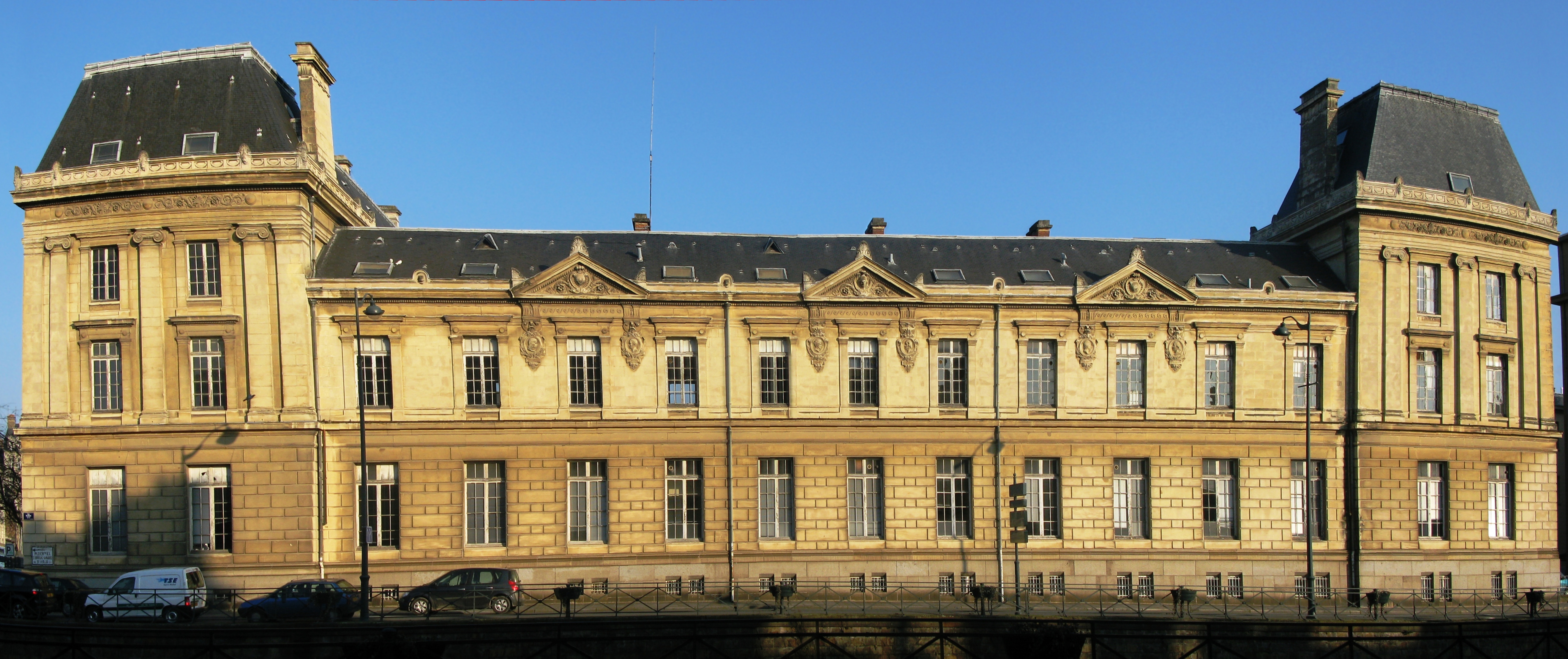
L’ancienne faculté des sciences de Rennes, où Maurain enseigna de 1899 à 1905.

Normalien et agrégé de physique, Charles Maurain prépare sa thèse de doctorat « sur l'aimantation du fer divisé » en tant qu’assistant d’Éleuthère Mascart au Collège de France dans le Ve arrondissement de Paris (1894). Après avoir enseigné au lycée de Lorient (Morbihan ; 1897-1899), il exerce à la faculté de sciences de Rennes (Ille-et-Vilaine ; 1899-1905), de Caen (Calvados ; 1905-1910), avant de devenir directeur de l’institut aérotechnique de Saint-Cyr. Au cours de la Première Guerre mondiale, il commande une section de la deuxième armée avec le grade de lieutenant, puis est affecté à la direction des inventions. En 1921, devenu professeur de physique à la faculté des sciences de Paris, il milite auprès des autorités pour la création d’un Institut de physique du globe de Paris (un établissement similaire avait été créé quelques décennies plus tôt en Alsace-Lorraine par les autorités allemandes à Strasbourg), dont il devient le premier directeur. Membre du Bureau des longitudes, il est élu, en 1924, président de la Société météorologique de France, devient deux ans plus tard doyen de la faculté des sciences de Paris avant d’être reçu membre de l’Académie des sciences le 12 mai 1930 dans la section d'astronomie. Maurain a été président de la Société astronomique de France (SAF) de 1937 à 1939. Durant l'Occupation de la France par l'Allemagne durant la Seconde Guerre mondiale, il est recteur de l'académie de Paris - président du conseil de l'université de Paris du 5 mars au 30 septembre 1941 puis prend sa retraite universitaire. Il est président de l'Académie des sciences en 1944. Il avait épousé Jeanne Janoty (1877-1975), avec qui il a eu un fils, Jean Maurain, historien, décédé en montagne à 35 ans. Il faisait partie de la communauté de scientifique de "Sorbonne Plage", en Bretagne, où il avait acquis, dans les années 20, la maison de Ève Curie, fille de Marie Curie. 

## Travaux
Charles Maurain s'illustra par ses contributions à l’étude du magnétisme terrestre et de l’ionosphère. Il joua notamment un rôle important auprès des autorités françaises dans la promotion de la météorologie, des techniques aéronautiques et de la Transmission sans fil (TSF). Il a publié entre autres sur le ferromagnétisme, les états physiques de la matière et l'ionisation atmosphérique.

## Parcours
- 1890-1893: École normale supérieure.
- 1893: Agrégé de physique.
- 1894-1896: Préparateur d'Éleuthère Mascart au Collège de France.
- 1897: Professeur au lycée de Lorient.
- 1898: Docteur ès sciences.
- 1899-1905: Maître de conférences à la Faculté des sciences de Rennes.
- 1905-1910: Professeur à la Faculté des sciences de Caen.
- 1907: Assesseur du doyen de l’Université de Caen.
- 1910: Chargé de cours à la Sorbonne.
- 1914-1919: Mobilisé.
- 1919-1921: Directeur adjoint des recherches scientifiques et industrielles et des inventions.
- 1921: Professeur titulaire de physique du globe à la Sorbonne et professeur au Conservatoire national des arts et métiers. Il obtient avec Edmond Rothé la création des instituts de physique du globe (il dirigera celui de Paris jusqu'en 1941), sur les modèles des observatoires astronomiques.
- 1926-1941: Doyen de la Sorbonne.
- 1930: Membre de l'Académie des sciences, section d'astronomie.
- 1941: Recteur de l’Université de Paris.
- 1944: Président de l'Académie des sciences[2].

## Distinctions
- Prix Jérôme Ponti
- Prix Henri Wilde
- Prix Villemot
- Prix Jean Reynaud
- Prix Jules Janssen
- Docteur honoris causa de l'Université de Porto
- Officier de l’Ordre de la Couronne d’Italie
- Grand-officier de la Légion d'honneur[3]

## Œuvres
- L'étude physique de la terre (1961)
- Physique des nuages (1953)
- La météorologie et ses applications, Flammarion, coll. « Bibliothèque de philosophie scientifique », 1950.
- L'étude physique de la terre : intérieur, couche superficielle, atmosphère, Presses universitaires de France, 1949.
- La foudre, librairie A. Colin, 1948.
- Le climat parisien (1947)
- L'observatoire géophysique de Chambon-la-Forêt (1937)
- Étude pratique des rayonnements solaire, atmosphérique et terrestre (1937)
- L'année polaire 1932-1933, organisation générale et travaux scientifiques (1935)
- Magnétisme et électricité terrestres (1935)
- Les progrès des connaissances sur le magnétisme terrestre (1933)
- Alphonse Mailhe (1932)[4]
- Les actions mécaniques des tremblements de terre (1931)
- Anomalies du champ magnétique terrestre en France (1931)
- Notice sur la vie et les travaux de Henri Andoyer (1930)
- Sur la vitesse de propagation des ondes sismiques superficielles (1929)
- Nouveau réseau magnétique de la France au 1er janvier 1924 (1929)
- Sur l'enregistrement de la radiation solaire à l'Observatoire du Parc-Saint-Maur (1927)
- Notice sur les travaux scientifiques de Charles Maurain (1925)
- Physique du globe (1923)
- Études sur les surfaces, la résistance de l'air, le vent, les tissus pour aéroplanes et les méthodes de mesure de la perméabilité des étoffes à ballon (1912)
- Les recherches d'aérotechnique et la navigation aérienne (1912)
- L'aviation (1910)
- Les états physiques de la matière (1910)
- Sur l'action de la torsion sur l'aimantation (1907)
- Les détecteurs magnétiques et l'action des oscillations électriques sur l'aimantation (1907)
- Étude et comparaison des procédés de réduction de l'hystérésis magnétique (1904)
- Sur les cohéreurs à diélectrique solide (1904)
- Sur une action magnétisante de contact et son rayon d'activité, sur les propriétés magnétiques de lames très minces de fer et de nickel (1902)
- Propriétés des dépôts électrolytiques de fer obtenus dans un champ magnétique (1901)
- Le magnétisme du fer (1899)
- Recherches sur les écrans électromagnétiques et l'influence de la fréquence sur l'énergie dissipée dans l'aimantation (thèse de doctorat) (1898)[5]